# Les Atlantes
Les Atlantes est un centre commercial située sur la commune de Saint-Pierre-des-Corps, à 2 km du centre-ville de Tours, au centre d'une zone commerciale baptisée « Rochepinard ». Il est l'un des plus vastes centre commercial du Grand Ouest après Atlantis avec un hypermarché attaché.

## Présentation
Pour Eurocommercial, gestionnaire du centre pour le compte de Promodès depuis l'ouverture, le but est de créer une destination complémentaire au pôle culturel en drainant une nouvelle clientèle régionale de touristes dans ce secteur facile d’accès, situé juste à proximité du parc des expositions ainsi que du géant du meuble Ikea. 
Le centre commercial est inauguré en août 1992 et comprend alors un hypermarché Continent de 10 500 m2 de surface de vente. Le centre commercial compte des aires de jeux et services avec plus de 72 boutiques dont 5 restaurants. En 2000, l'hypermarché passe sous l'enseigne Carrefour. 

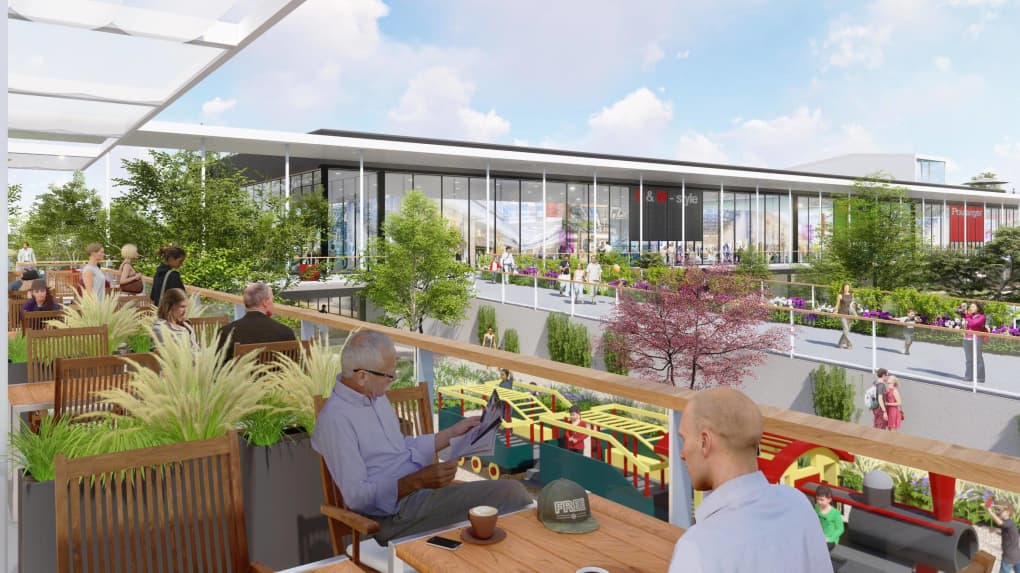
Illustration du futur complexe

En 2012, EuroCommercial investit près de dix millions d’euros pour la rénovation du premier centre commercial de la région. Les Atlantes comptent mener ce projet selon trois axes : les réaménagements de la galerie existante et du parking.

Une nouvelle demande de permis est déposée fin 2018 pour une prolongation significative côté Est du centre commercial et la construction d’un bâtiment sur le terrain occupé anciennement par Réseau Pro, propriété des Atlantes depuis 2014, avec des futurs locaux ainsi que plusieurs espaces vert, aucune date de livraison actuellement.
De février 2022 à septembre 2022, réaménagement de la totalité du parking avec l'intégration de places larges, végétalisation des espaces, éclairage, bornes de rechargement pour véhicules électriques.

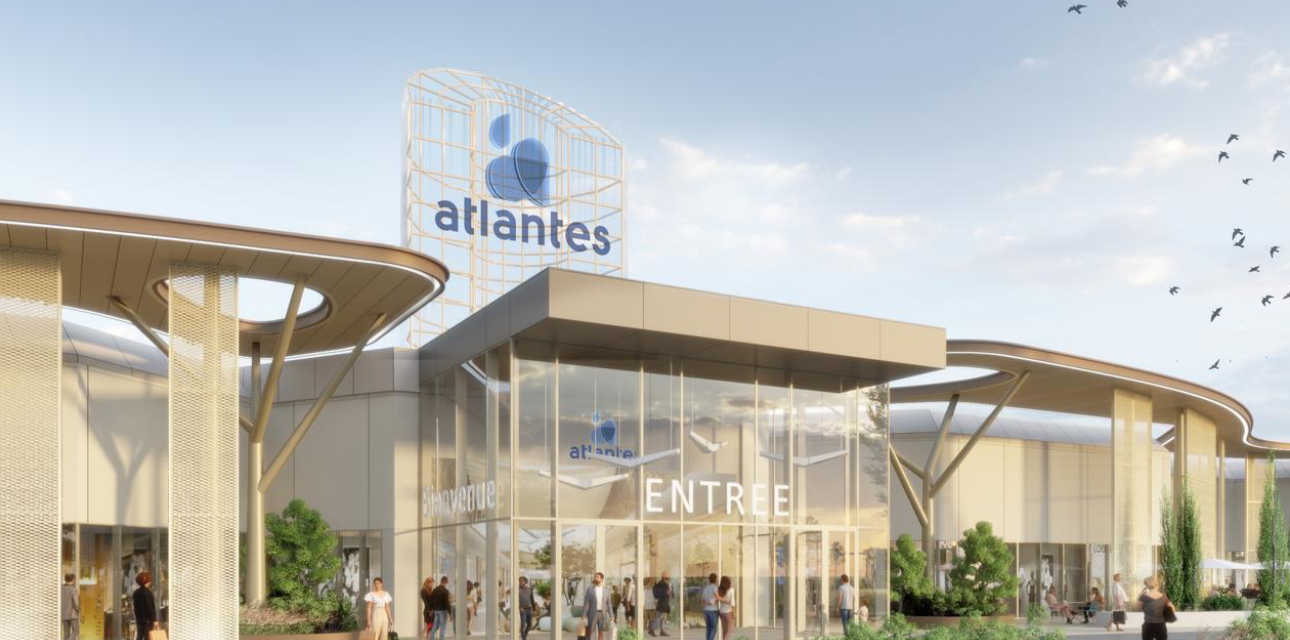
Futur façade Les Atlantes pour Novembre 2024

Trentenaire, le centre commercial des Atlantes va se refaire une beauté qui rime avec modernité. Sa façade de 500 m de longueur va être refaite à compter de la mi-avril 2024, jusqu’en novembre de la même année avec la mise en place d'une double peau permettant de jouer sur la lumière. Un auvent en toile tendue accompagnera également le déploiement de ladite façade, intégrant une nouvelle promenade pour les usagers.
En revanche, le projet de créer une extension sur le terrain vague situé côté est de 2014 semble oublié. La zone est néanmoins en train de se revitaliser avec l’ouverture prochaine d'une boulangerie Feuillette.

## Identité visuelle (logo)

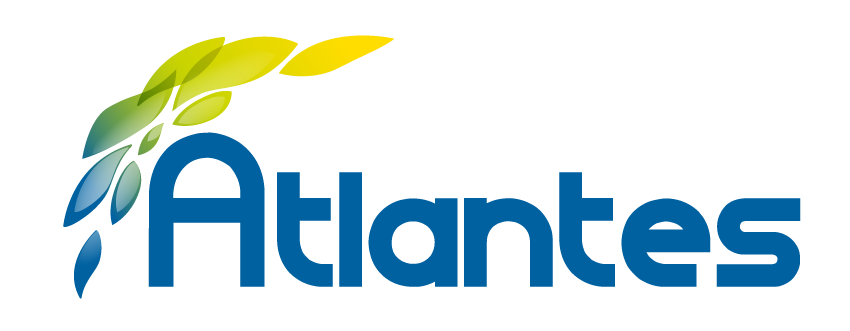
De 2012 à 2024
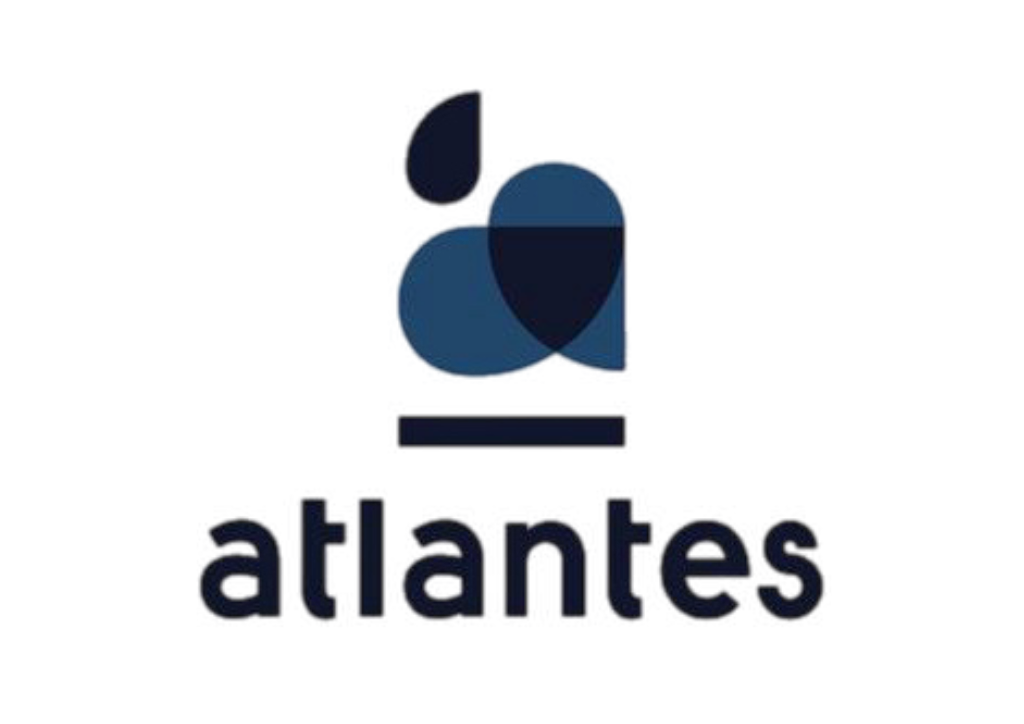
Dès 2024

## Accès
- La gare Saint-Pierre-des-Corps-TGV se situe à moins de 1 km du centre commercial.
- Réseau bus Fil bleu : Lignes 3A, 3B et 19 desservent arrêt Atlantes Duclos / lignes 4 et 16 desservent arrêt Atlantes.
- Automobile : prendre la direction « Rochepinard » ou par l'intermédiaire de l'autoroute A10 sortie Tours Centre.

## Faits divers
- 2018 : un affrontement entre plusieurs jeunes avec des coups de feu a eu lieu sur le parking du centre commercial[8].
- 2019 : un homme de 43 ans a été roué de coups sur le parking du centre commercial, pour une banale histoire de place[9].